# Politische Kommunikation
Politische Kommunikation bezeichnet die Prozesse der Informationsvermittlung, die Politik zum Gegenstand haben. Politische Kommunikation ist Gegenstand von Politik- und Kommunikationswissenschaft, Rhetorik und Politolinguistik.

## Merkmale
Häufig wird politische Kommunikation als eine Dreiecksbeziehung zwischen Bürgern, (sozialen) Medien und politischen Akteuren verstanden. Dabei umfasst der Begriff neben den Botschaften politischer Parteien auch Informationen von Bürgerinitiativen, von Lobbyisten der Wirtschaft und Nichtregierungsorganisationen, von PR-Agenten sowie von anderen Interessensvertretern. Da der überwiegende Teil der politischen Information medial vermittelt wird, ist mit politischer Kommunikation in der Regel die massenmedial vermittelte politische Kommunikation gemeint.